# グレゴール・ロプレト
グレゴール・ロプレト（スロベニア語: Gregor Ropret、1989年3月1日 - ）は、スロベニアの男子バレーボール選手である。

## 来歴
2015年、スロベニア代表として欧州リーグに出場しチームは優勝を果たす。同年の欧州選手権でもチームの準優勝に貢献した。以降もスロベニア代表の躍進に貢献し、2019年にも欧州選手権準優勝に貢献。2021年には、欧州選手権準優勝に貢献するのと同時に、ベストセッター（オールスターチーム）を受賞した。

## 球歴
- スロベニア代表
  - 世界選手権 - 2018年
  - ネーションズリーグ - 2021年、2022年
    - チャレンジャーカップ - 2019年

  - ワールドリーグ - 2016年、2017年
  - 欧州選手権 - 2013年、2015年、2017年、2019年、2021年
  - 欧州リーグ - 2011年、2014年、2015年
- スロベニアU-21代表
  - ジュニア世界選手権 - 2007年、2008年

## 所属チーム
- Calcit Kamnik (en)  （2008-2011年）
- ACHバレー・リュブリャナ (en)  （2013-2015年）
- Hypo Tirol Innsbruck (en)  （2014-2016年）
- パッラヴォーロ・モルフェッタ (en)  （2016年9-10月）
- Afyon Belediye Yüntas (tr)  （2016-2017年）
- VK CEZ Karlovarsko (it)  （2017-2018年）
- ナント・ルゼ・メトロポーレ (fr)  （2018-2020年）
- ACHバレー・リュブリャナ (en)  （2020-2021年）
- カンブレー・バレー (fr)  （2021-2022年）
- シル・サフェーティ・ペルージャ （2022年-）

## 受賞歴
- 2021年 - 欧州選手権 ベストセッター